# Толстой, Пётр Андреевич
Граф (1724) Пётр Андре́евич Толсто́й (1645 — 17 февраля 1729) — русский государственный деятель и дипломат, сподвижник Петра Великого, один из руководителей его секретной службы (Преображенского приказа и Тайной канцелярии), действительный тайный советник. Брат Ивана Андреевича Толстого.
Положил начало графской ветви рода Толстых. Его потомками в мужском колене являются писатели Алексей Константинович, Алексей Николаевич и Лев Николаевич Толстые, художник Фёдор Петрович Толстой и многие другие знаменитые деятели. Впоследствии был лишён титула в 1727 году.

## Биография

### Начало деятельности
Сын окольничего Андрея Васильевича Толстого и Соломониды   Милославской (дальняя родственница царицы Марии Ильиничны Милославской). Жена — Соломонида Тимофеевна Дубровская (1645—1722). В 1668 году пережил с отцом, который на тот момент был воеводой Чернигова, восьмимесячную осаду города запорожскими казаками. Служил с 1682 года при дворе стольником; 15 мая этого года, в день стрелецкого бунта, энергично действовал заодно с дядей И. М. Милославским и поднимал стрельцов, крича, что «Нарышкины задушили царевича Ивана».
Падение царевны Софьи заставило Толстого резко переменить фронт и перейти на сторону царя Петра, но последний долго относился к Толстому очень сдержанно; недоверчивость царя не поколебали и военные заслуги Толстого во втором Азовском походе (1696).
В 1697 году царь посылал «волонтёров» в заграничное учение, и Толстой, будучи уже в зрелых годах, сам вызвался ехать туда для изучения морского дела у мореплавателя и кораблестроителя Марко Мартиновича. Два года, проведённых в Италии, сблизили Толстого с западноевропейской культурой.

### Дипломатическая карьера
В конце 1701 года был назначен посланником в Константинополь, став первым российским послом-резидентом. Пост имел важное значение и был сопряжён со значительными трудностями и опасностями (во время осложнений 1710—1713 годов Толстой дважды сидел в Семибашенном замке), кроме того, отдалял Толстого от царского двора.
Вернувшись в Россию в 1714 году, расположил к себе всесильного А. Д. Меншикова и был назначен сенатором.
В 1715—1719 годах исполнял дипломатические поручения в сфере отношений с Данией, Англией и Пруссией.

### Арест царевича Алексея. Тайная канцелярия
В 1717 году Толстой оказал царю важную услугу, окончательно упрочившую его положение в период правления Петра I: посланный в Неаполь, где в то время скрывался царевич Алексей со своей любовницей Евфросиньей, Толстой при содействии последней ловко обошёл царевича и путём угроз и ложных обещаний склонил его к возвращению в Россию. За деятельное участие в следствии и суде над царевичем Толстой был награждён поместьями и поставлен во главе Тайной канцелярии, у которой в это время было особенно много работы вследствие толков и волнений, вызванных в народе судьбой царевича Алексея (1718). С этих пор Толстой становится одним из самых близких и доверенных лиц государя.
Дело царевича Алексея сблизило его с императрицей Екатериной, в день коронования которой, 7 (18) мая 1724 года, Высочайшим указом императора Петра I действительный тайный советник Пётр Андреевич Толстой был возведён, с нисходящим его потомством, в графское Российской империи достоинство.

### Борьба партий при Екатерине I. Ссылка и смерть
После смерти Петра Толстой вместе с Меншиковым энергично содействовал воцарению Екатерины: он знал, что успех другого кандидата, малолетнего великого князя Петра Алексеевича, положил бы конец его карьере (в которой было участие в аресте и пытках его отца, царевича Алексея). В 1726 году Толстой участвовал в переговорах о заключении русско-австрийского союза.
Однако ни высокое положение, занятое Толстым при дворе (он был одним из 6 членов учреждённого Верховного тайного совета), ни доверие императрицы, ни изворотливость и опытность в интригах не уберегли Толстого от падения. Долго действуя рука об руку с Меншиковым, Толстой разошёлся с ним по вопросу о преемнике Екатерины.
План австрийского посланника Рабутина возвести после Екатерины на престол Петра Алексеевича, женив его на дочери Меншикова, получил одобрение последнего. Но Толстой, опасаясь, что воцарение Петра II будет грозить жизни его и всей его семье, стоял за возведение на престол одной из дочерей Петра. Меншиков одержал верх, и 82-летний Толстой был приговорён к смертной казни, которую заменили ссылкой в Соловецкий монастырь. В день приговора он писал племяннику:

По указу Его Императорского величества кавалерия и шпага с меня сняты и велено меня послать в Соловецкий монастырь от крепости прямо сегодня; того ради, Борис Иванович, можешь ко мне приехать проститься, а сын мой Иван, я чаю, от печали не может приехать, а вас обоих велено ко мне допустить… А более писать от горести не могу. Велите кафтан овчинный и более не знаю, что надобно. Впрочем, всем моим от меня благословение.
Именным Высочайшим указом от 22 мая (2 июня) 1727 года Пётр Андреевич Толстой и сыновья его были лишены чинов и графского титула. Вместе с Петром Андреевичем в соловецкую тюрьму был отправлен и его сын Иван. После полутора лет пребывания в тесном сыром каземате 84-летний старик скончался, пережив более чем на 8 месяцев своего сына, и был похоронен с западной стороны монастырского Преображенского собора.

## Память
- Наряду с другими лицами, образ П. А. Толстого увековечен в галерее бронзовых барельефов «Следователи и организаторы следствия эпохи правления Петра I», расположенной в административном здании Следственного комитета Российской Федерации по адресу: г. Москва, Технический пер., д. 2, стр. 1 (автор — Д. В. Клавсуц, художник Студии военных художников имени М. Б. Грекова). Открытие галереи состоялось 13 января 2023 г., в день празднования 12-й годовщины образования независимого следственного органа — Следственного комитета Российской Федерации.

- Портрет П. А. Толстого размещен в наборе почтовых открыток «Следователи и организаторы следствия эпохи правления Петра I» (художник — И. О. Муротьян). Набор издан АО «Марка» в 2022 г.

## Семья
От брака с Соломонидой Тимофеевной Дубровской (ум. 1722), внучкой казначея приказa Большой казны Богдана Минича Дубровского, у графа Толстого было два сына:
- Иван Петрович, действительный статский советник, сослан на Соловки вместе с отцом, умер в 1728 году. Женат на Прасковье Михайловне Ртищевой, внучатой племяннице Ф. М. Ртищева.
- Пётр Петрович, полковник Нежинского полка, после опалы отца удалён на постоянное жительство «в деревни», где умер в 1728 году. Женат на дочери гетмана И. И. Скоропадского.

Графский титул был возвращён только в 1760 году. Именным Высочайшим указом, от 30 мая (10 июня) 1760 года, восстановлены права на графское Российской империи достоинство внуков графа П. А. Толстого: коллежского советника Василия, Андрея, статского советника Бориса, Фёдора и Петра Ивановичей, и гвардии ротмистра Александра и Ивана Петровичей Толстых.

## Сочинения
- Дневники и другие произведения на lib.ru
- Толстой П. А. Письма (гр.) П. А. Толстого из Турции к брату его И. А. Толстому // Русский архив, 1864. — Вып. 5/6. — С. 473—493.
- Толстой П. А. Путешествие стольника П. А. Толстого / Предисл. Д. А. Толстого // Русский архив, 1888. — Кн. 1. — Вып. 2. — С. 161—204; Вып. 3. — С. 321—368; Вып. 4. — С. 505—552; Кн. 2. — Вып. 5. — С. 5-62; Вып. 6. — С. 113—156; Вып. 7. — С. 225—264; Вып. 8. — С. 369—400.

Большую ценность представляет дневник путешествия Толстого 1697—1699 годов по Италии и сопредельным странам, характерный образчик тех впечатлений, какие выносили русские люди петровского времени из своего знакомства с Западной Европой. Дневниковые записи Толстого, сохранившиеся в трёх списках (из собраний князя Потёмкина, графа Ф. И. Толстого и из поместья Паниных «Дугино») являются одним из важных источников по истории России эпохи Петра I. Первое издание «Русского архива» (1888), выполненное по потёмкинскому списку, отнюдь не является наиболее авторитетным. Наиболее полным можно назвать издание, подготовленное Л. А. Ольшевской и С. Н. Травниковым в рамках серии «Литературные памятники» (М.: Наука, 1992). Кроме того, в 1706 году Толстой составил обстоятельное описание Чёрного моря.

## В культуре

### В художественной литературе
- Упоминается в романе Д. С. Мережковского «Антихрист. Пётр и Алексей» (1905)
- Фигурирует в романе А. Н. Толстого «Пётр Первый» (1934—1945)
- Является действующим лицом повести Г. В. Алексеева «Мария Гамильтон» (1938)
- Ему посвящена глава в повести В. Н. Иванова «Ночь царя Петра» (1967)
- Является главным героем романа Ю. И. Фёдорова «Поручает Россия» (1997)

### В кино
- «Пётр Первый» (1937—1938); в роли Толстого — Владимир Гардин
- «Михайло Ломоносов. От недр своих» (1984—1986); в роли графа — Борис Беляков
- «Царевич Алексей» (1997); в роли Толстого — Станислав Любшин
- «Тайны дворцовых переворотов» (2000—2011); в роли графа — Владимир Коппалов
- «Пётр Первый. Завещание» (2011); в роли Толстого — Александр Филиппенко